# 益阳县

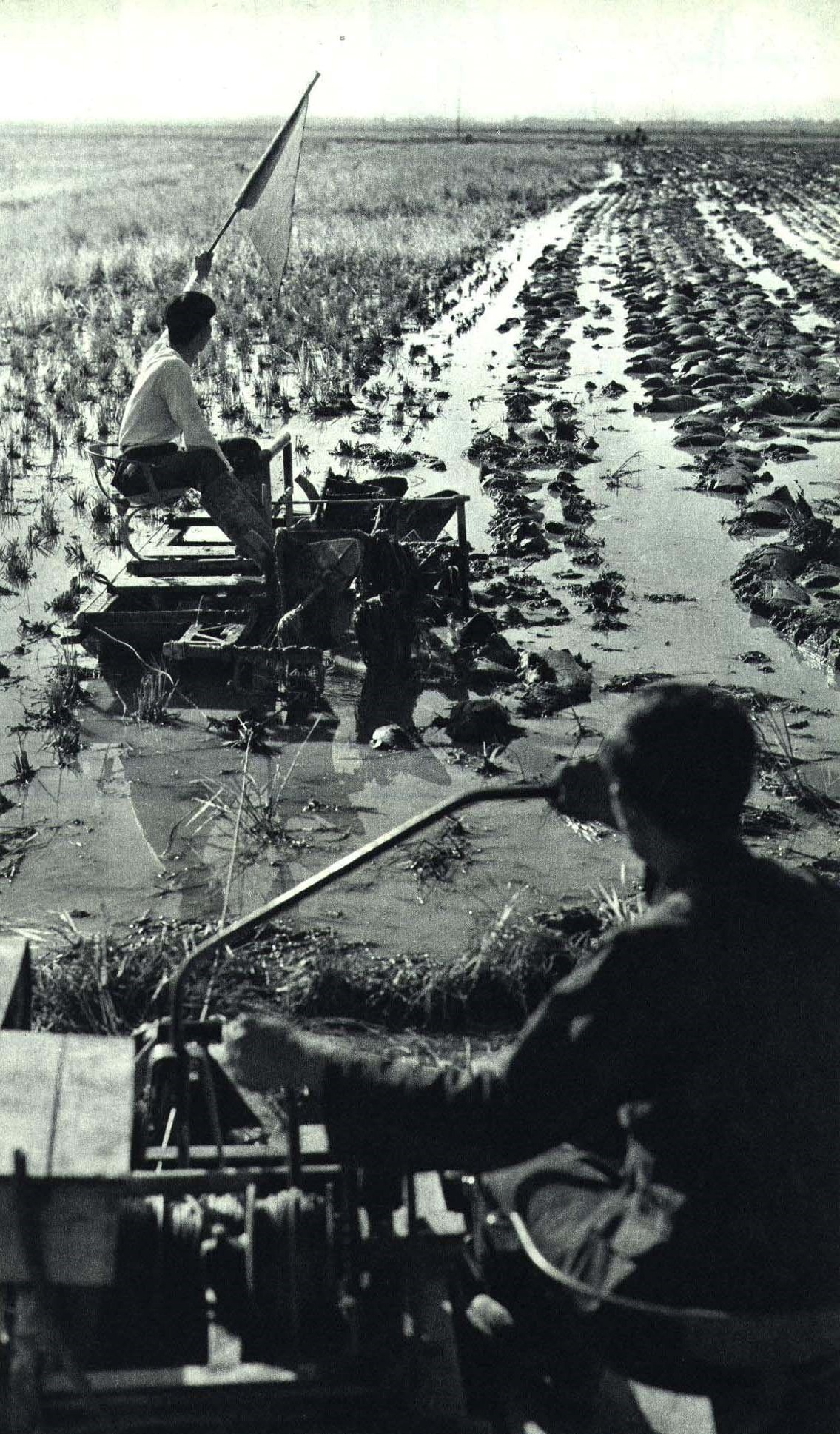
1965年 益阳县长泊湖使用电犁

益阳县为湖南省已撤销的县，由秦朝沿袭至1994年。

## 历史沿革
秦始皇二十六年（前221年）始置益阳县，属长沙郡；辖域为今桃江县、安化县、新化县和资阳、赫山二益阳市辖区全境。
- 东汉末年荆州牧刘表死后，军阀孙权（后为孙吴开国皇帝）部将黄盖曾平定益阳县叛乱。因借荆州，益阳县等地被交割给军阀刘备；建安十九年（214年），孙权袭取长沙郡，刘备承认长沙郡归孙权。
- 三国孙吴析置新阳县（今宁乡县）；
- 北宋熙宁五年（1072年），因平定“梅山蛮”，自益阳县析置安化县和新化县；
- 元朝时，升为益阳州。明朝洪武初，复为益阳县，属长沙府[1]。
- 1950年益阳县城区析置县级益阳市；
- 1952年由益阳县第六、七、八、九、十一区析置桃江县。
- 1984年4月22日，益阳县的长春、迎风桥、过鹿坪、李昌港、香铺仑、杨林坳、新桥河7个乡和新桥河镇划归县级益阳市。
- 撤消前隶属益阳地区。1994年4月7日撤销销益阳地区、县级益阳市和益阳县，成立地级益阳市。益阳县撤銷后，其大部分行政区域划入赫山区，行政体制全部由赫山区继承。

## 调整情况
- 赫山、衡龙桥、沧水铺、欧江岔、泉交河、兰溪、八字哨、泥江口、新市渡、谢林港10个镇和提卡子、岳家桥、大泉、樊家庙、白石塘、槐奇岭、珠波塘、上湖、牌口、张家塘、羊舞岭、羊角、石笋、笔架山、泞湖、烂泥湖、千家洲、天成垸、邓石桥19个乡划入赫山区。
- 沙头镇、茈湖口镇、张家塞乡划入资阳区。